# Dendrobium muluense
Dendrobium muluense är en orkidéart som beskrevs av Jeffrey James Wood. Dendrobium muluense ingår i släktet Dendrobium, och familjen orkidéer. Inga underarter finns listade i Catalogue of Life.